# Aradi kultúrpalota
Az aradi kultúrpalota műemlék épület Romániában, Arad megyében. A romániai műemlékek jegyzékében az AR-II-m-B-00507 sorszámon szerepel.